# Dalibor Doder
Dalibor Doder (Malmö, 24. svibnja 1979.) švedski je rukometaš.
Igra na poziciji srednjeg vanjskog, ali zbog čestih izmjena mjesta može igrati i lijevog i desnog vanjskog. Određeni nedostatak visine (179 cm) nadoknađuje pokretljivošću. Od 1998. je član švedske rukometne reprezentacije te jedan od njihovih najboljih igrača. Član je njemačkog GWD Mindena iz Mindena.
Otac mu je rodom iz Srbije, a majka iz Crne Gore.

## Vanjske poveznice
- Profil na stranici GWD Mindena (njem.)

### Ostali projekti
|  | Zajednički poslužitelj ima još gradiva o temi Dalibor Doder |